# Scatsång
|  |
|  |

Scatsång är ett sätt att sjunga som mest förekommer inom jazz. Den som scatsjunger improviserar en melodislinga på samma sätt som instrumentalsolister gör inom stilen. Genom scatsång kan sångaren växelspela med instrumenten på samma villkor som dessa. Graham Collier definierar scatsång som ”improviserad sång i instrumental stil på meningslösa stavelser”. Alternativa uttryck för scatssång är riffsång eller bopsång.
Enligt en flitigt spridd myt skulle scatsången ha "uppfunnits" av Louis Armstrong då denne vid inspelningen av Heebie Jeebies (28 februari 1926) tappade texten till sången och i stället för att avbryta improviserade  stavelser utan verbal betydelse. Även om Armstrongs sång denna gång kom spontant, sade han själv att han hade "scatat" sedan han var barn, och det brukar anses för avfärdat att scatsången skulle ha uppstått som en olyckshändelse. Att detta inte var den första gången någon sjöng scat bevisas av ett flertal äldre skivinspelningar. Den svarte musikern Don Redman "scattade" till exempel på en inspelning med Fletcher Henderson 1924 och den vite sångaren och ukelelespelaren Cliff Edwards ("Ukelele Ike") använde sig på många av sina inspelningar från tidigt 1920-tal av ett slags instrumenthärmande nonsenssång som han kallade "effin".
Den allra tidigaste belagda inspelningen av scat gjordes dock redan 1911 av den vite ragtimesångaren Gene Greene på dennes inspelning av King Of The Bungaloos. Man tror vidare att Greene i sin tur fått idén från pianisten och sångaren Ben Harney, vilken var aktiv redan på 1890-talet.
Även om Armstrong alltså inte uppfann scat var han en viktig spridare och popularisator av scatsången från 1920-talet och framåt. Senare blev även Ella Fitzgerald en framstående scatsångare, liksom  Cab Calloway och Dizzy Gillespie. Bland nutida musiker som ägnar sig åt scatsång finns Al Jarreau. Scatman John hade listframgångar med sin mera popinriktade scatsång i mitten av 1990-talet då hans album sålde över 2,5 miljoner exemplar.